# Femke Kok
Femke Kok, née le 5 octobre 2000 à Nij Beets, est une patineuse de vitesse néerlandaise. Multi-titrée aux mondiaux junior, elle a remporté notamment deux titres mondiaux en team sprint au début des années 2020 chez les séniors.

## Biographie
Chez les juniors, des sa première saison 2018/2019, elle devient trois fois championne du monde à Baselga di Piné, dont le titre toute épreuves, et trois fois vice-championne. Kok fait déjà forte impression avec ses temps et elle est cinquième du championnat seniors néerlandais en 2019.
Pour la saison 2019–20, elle décroche un ticket pour participer aux championnats du monde sénior grâce à sa  troisième place sur 500 m dans le championnat national simple distance sur 500m en décembre 2019 et sprint en janvier 2020 tout en y remportant la victoire sur l'épreuve de 500m. Elle participe alors aux championnats d'Europe en janvier 2020 et prend la quatrième place sur 500m ; elle repart de la compétition avec une médaille d'argent pour le sprint par équipe au côté des grandes championnes Letitia de Jong et Ireen Wüst. En février 2020, elle établit avec Leerdam et de Jong le record du monde de la vitesse par équipe aux mondiaux simple distance de Salt Lake City, devant se contenter en individuelle d'une neuvième place sur sa distance de prédilection. Fin février, elle finit sa saison en apothéose avec cinq titres aux championnats junior de Tomaszów Mazowiecki.
Lors de sa première participation en coupe du monde, Kok remporte l'or sur 500 mètres grâce à quatre victoires consécutives sur le circuit. Elle est médaillée de bronze aux championnats d'Europe de sprint et médaillée d'argent sur 500m aux championnats du monde simple distance de 2021.
Elle est sélectionnée pour participer aux Jeux olympiques de Pékin en 2022, se classant sixième dans l'épreuve du 500 m. Un mois plus tard, lors des championnats du monde de sprint, elle termine deuxième au terme des quatre épreuves avec 15 centième de retard sur Jutta Leerdam ; elle remporte le sprint par équipe lors de la dernière journée.
En février 2023, elle est vice championne européenne de sprint derrière Jutta Leerdam et malgré ses deux victoires sur 500m ; lors des championnats du monde simple distance de 2023, elle s'impose avec une médaille d'or sur 500 m.

## Palmarès

### Jeux olympiques d'hiver
| Épreuve / Édition | 500 mètres | 1 000 mètres | 1 500 mètres | 3 000 mètres | 5 000 mètres | Départ groupé | Poursuite par équipes |
| JO 2022 Pékin     | 6e         | —            | —            | —            | —            | —             | —                     |

Légende :
- : première place, médaille d'or
- : deuxième place, médaille d'argent
- : troisième place, médaille de bronze
- : pas d'épreuve
- — : Non disputée par le patineur
- DSQ : disqualifiée

### Championnats du monde
| Épreuve / Édition                   | 500 mètres               | 1 000 mètres | 1 500 mètres | 3 000 mètres | 5 000 mètres | Mass start | Poursuite par équipes | Vitesse par équipes  |
| simple distance 2020 Salt Lake City | 9e                       | —            | —            | —            | —            | —          | —                     | Médaille d'or, monde |
| simple distance 2021 Heerenveen     | Médaille d'argent, monde | —            | —            | —            | —            | —          | —                     | —                    |
| sprint 2022 Hamar                   | 1re / 1re                | 2e / 2e      | NC           | NC           | NC           | total :    | total :               | Médaille d'or, monde |
| simple distance 2023 Heerenveen     | Médaille d'or, monde     | —            | —            | —            | —            | —          | —                     | —                    |